# Acolasis diffusa
Acolasis diffusa är en fjärilsart som beskrevs av Walker 1857. Acolasis diffusa ingår i släktet Acolasis och familjen nattflyn. Inga underarter finns listade i Catalogue of Life.